# Herman Kahn
Herman Kahn (15. februar 1922 – 7. juli 1983), amerikansk futurist og militæranalytiker.
Han blev især kendt for sine studier vedrørende atomkrig. Han grundlagde i 1961 Hudson Institute i New York, som arbejdede med emner som narkoproblemer, energi, befolkning, handel med mere.

## Bøger
- On Thermonuclear War (1961)
- Thinking about the Unthinkable (1962)

1. ↑  Navnet er anført på engelsk og stammer fra Wikidata hvor navnet endnu ikke findes på dansk.